# Licofrón (sofista)
Licofrón fue un sofista cuya procedencia exacta y año de nacimiento y muerte se desconocen. Las fuentes de conocimiento de sus reflexiones filosóficas provienen de Aristóteles. 

## Teoría del conocimiento
Licofrón dice sobre el conocimiento que es la comunión del saber con el alma, comunión que se da por sí misma. 

Otros afirman que [hay] una comunión con el alma, como el sofista Licofrón, que definía la ciencia como comunión del saber con el alma.
Aristóteles, Metafísica VIII 6, 1045b 8ss

## Ontología
Para solucionar la tensión entre el Uno y lo Múltiple, tema principal de la filosofía presocrática, Licofrón negó el Ser, lo que "es", tesis que puede ser comparada con la de Gorgias:

También los últimos filósofos antiguos [Eleáticos, Heráclito] se desvelaban para que el mismo objeto no les resultara ser, al mismo tiempo, uno y múltiple. Por ello, unos suprimieron el "es", como Licofrón
 Aristóteles, Física I 2, 185b 25

## Sobre laley
Licofrón cree que la ley es un garante de los derechos ciudadanos, pero de ningún modo obliga a los mismos a ser moralmente buenos. 

la ley [es], tal como la definió Licofrón, un garante de los derechos recíprocos, incapaz, sin embargo, de convertir a los ciudadanos en buenos y honestos
 Aristóteles, Política III 9, 1280b 8

## Sobre laigualdad social
Licofrón afirma que la nobleza es una palabra vacía, y que no hay diferencias reales entre "nobles" y "plebeyos". 

¿Es, acaso, [la nobleza] una cualidad propia de las personas ilustres y valiosas o, como escribió el sofista Licofrón, una palabra absolutamente vacía? [...] [Él dice que] en verdad, no hay diferencia entre nobles y plebeyos